# Think Tools AG
Foi um dos sintomas mais extremos da Bolha da Internet na Europa, o mercado estimava o valor da empresa em 2,5 bilhões de francos suíços em março de 2000, mesmo sem a mesma ter qualquer produto relevante à venda.